# Myrmarachne galianoae
Myrmarachne galianoae là một loài nhện trong họ Salticidae.
Loài này thuộc chi Myrmarachne. Myrmarachne galianoae được Cutler miêu tả năm 1981.